# Подольново (78615420226)
Подольново — деревня в Даниловском районе Ярославской области. Входит в состав Дмитриевского сельского поселения.

## География
Находится в северо-восточной части Ярославской области на расстоянии приблизительно 14 км на юг-юго-запад по прямой от железнодорожного вокзала города Данилова, административного центра района у трассы М-8.

## История
В 1859 году здесь (деревня Даниловского уезда Ярославской губернии) было учтено 9 дворов, в 1898 — 5.

## Население
Численность населения: 60 человек (1859 год), 3 (русские 100 %) в 2002 году, 6 в 2010.